# Lingadhalli, Basavakalyan
Lingadhalli là một làng thuộc tehsil Basavakalyan, huyện Bidar, bang Karnataka, Ấn Độ.